# Another Body Murdered
Another Body Murdered è un singolo dei Faith No More e Boo-Yaa T.R.I.B.E., estratto dalla colonna sonora del film Cuba libre - La notte del giudizio nel 1993.

## Tracce
CD singolo - CD1
1. Another Body Murdered (Remix) – 4:09
2. Another Body Murdered (Radio edit) – 3:55
3. Another Body Murdered (Album version) – 4:22

CD singolo - CD2
1. Another Body Murdered (Remix) – 4:09
2. Another Body Murdered (Album version) – 4:22
3. Just Another Victim (T-Ray Devil Worship Mix) – 4:35 – Helmet & House of Pain
4. Just Another Victim (T-Ray Dead and Stinking Mix) – 4:35 – Helmet & House of Pain

## Classifiche
| Classifica (1993) | Posizione massima |
| ----------------- | ----------------- |
| Irlanda           | 13                |
| Nuova Zelanda     | 41                |
| Regno Unito       | 26                |